# 티라미스 (음악 그룹)
티라미스는 대한민국의 혼성 듀오이다. 2008년 결성 후 홍대 클럽에서 주로 활동했으며, 2009년 싱글 "슈팅스타"로 데뷔하였다. 티라미수에서 이름을 따왔고, 팝 락 바탕의 음악을 하고 있다. 원래 보컬 레이디제인, 건반 세나, 기타리스트 레오, 베이시스트 유비로 구성되어 있었으나, 현재 레이디 제인과 유비만 소속되어 있다.

## 음반

### 싱글
| 제목                | 연도 |
| ------------------- | ---- |
| "슈팅스타"          | 2009 |
| "투명인간"          | 2010 |
| "Yes, Sir! Captain" | 2010 |
| "넌 너무 멋져"      | 2012 |